# San Jerónimo Xayacatlán (kommun)
San Jerónimo Xayacatlán är en kommun i Mexiko.   Den ligger i delstaten Puebla, i den sydöstra delen av landet, 190 km sydost om huvudstaden Mexico City.
Följande samhällen finns i San Jerónimo Xayacatlán:
- San Jerónimo Xayacatlán
- Barranca Salada
- El Cuajilote
- Cañada San Miguel